# 五ノ神 (羽村市)
五ノ神（ごのかみ）は、東京都羽村市の大字・町名。現行行政地名は大字五ノ神と五ノ神一丁目から五ノ神四丁目。住居表示未実施区域。

## 地理
羽村市の南部に位置しており、大字のみ東部に飛び地で設置されている。丁目側の南に神明台、南西に川崎、西に羽東、北に緑ヶ丘、東に富士見平と接していて、大字側の南に羽、西に緑ヶ丘、北に瑞穂町長岡、東に箱根ケ崎西松原と接している。

## 歴史
かつての五ノ神村（ごのかみむら）。戦国時代から鋳物師の村といわれ、桜沢市兵衛盛次と渡辺与治右衛門忠教の2人は文禄年間（1592年 - 1596年）に現在のあきる野市にある大悲願寺の鰐口を鋳工したとか、慶長19年（1614年）には現在の京都府京都市東山区にある方広寺大仏殿の梵鐘を鋳造するため、五ノ神村およびその他地域の鋳物師らとともに上京したと伝わる。

## 世帯数と人口
2025年（令和7年）7月1日現在（羽村市発表）の世帯数と人口は以下の通りである。
| 大字・丁目   | 世帯数    | 人口    |
| ------------ | --------- | ------- |
| 五ノ神       | 58世帯    | 58人    |
| 五ノ神一丁目 | 374世帯   | 733人   |
| 五ノ神二丁目 | 498世帯   | 989人   |
| 五ノ神三丁目 | 540世帯   | 1,115人 |
| 五ノ神四丁目 | 445世帯   | 815人   |
| 計           | 1,915世帯 | 3,710人 |

### 人口の変遷
国勢調査による人口の推移。
| 年                 | 人口  |
| ------------------ | ----- |
| 1995年（平成7年）  | 4,003 |
| 2000年（平成12年） | 4,193 |
| 2005年（平成17年） | 4,268 |
| 2010年（平成22年） | 4,119 |
| 2015年（平成27年） | 3,910 |
| 2020年（令和2年）  | 3,931 |

### 世帯数の変遷
国勢調査による世帯数の推移。
| 年                 | 世帯数 |
| ------------------ | ------ |
| 1995年（平成7年）  | 1,536  |
| 2000年（平成12年） | 1,547  |
| 2005年（平成17年） | 1,638  |
| 2010年（平成22年） | 1,672  |
| 2015年（平成27年） | 1,593  |
| 2020年（令和2年）  | 1,675  |

## 学区
市立小・中学校に通う場合、学区は以下の通りとなる（2012年6月時点）。
| 大字・丁目   | 番・番地等 | 小学校               | 中学校                 |
| ------------ | ---------- | -------------------- | ---------------------- |
| 五ノ神       | 全域       | 羽村市立松林小学校   | 羽村市立羽村第二中学校 |
| 五ノ神一丁目 | 全域       | 羽村市立富士見小学校 | 羽村市立羽村第二中学校 |
| 五ノ神二丁目 | 全域       | 羽村市立富士見小学校 | 羽村市立羽村第二中学校 |
| 五ノ神三丁目 | 全域       | 羽村市立富士見小学校 | 羽村市立羽村第二中学校 |
| 五ノ神四丁目 | 全域       | 羽村市立富士見小学校 | 羽村市立羽村第二中学校 |

## 交通

### 鉄道

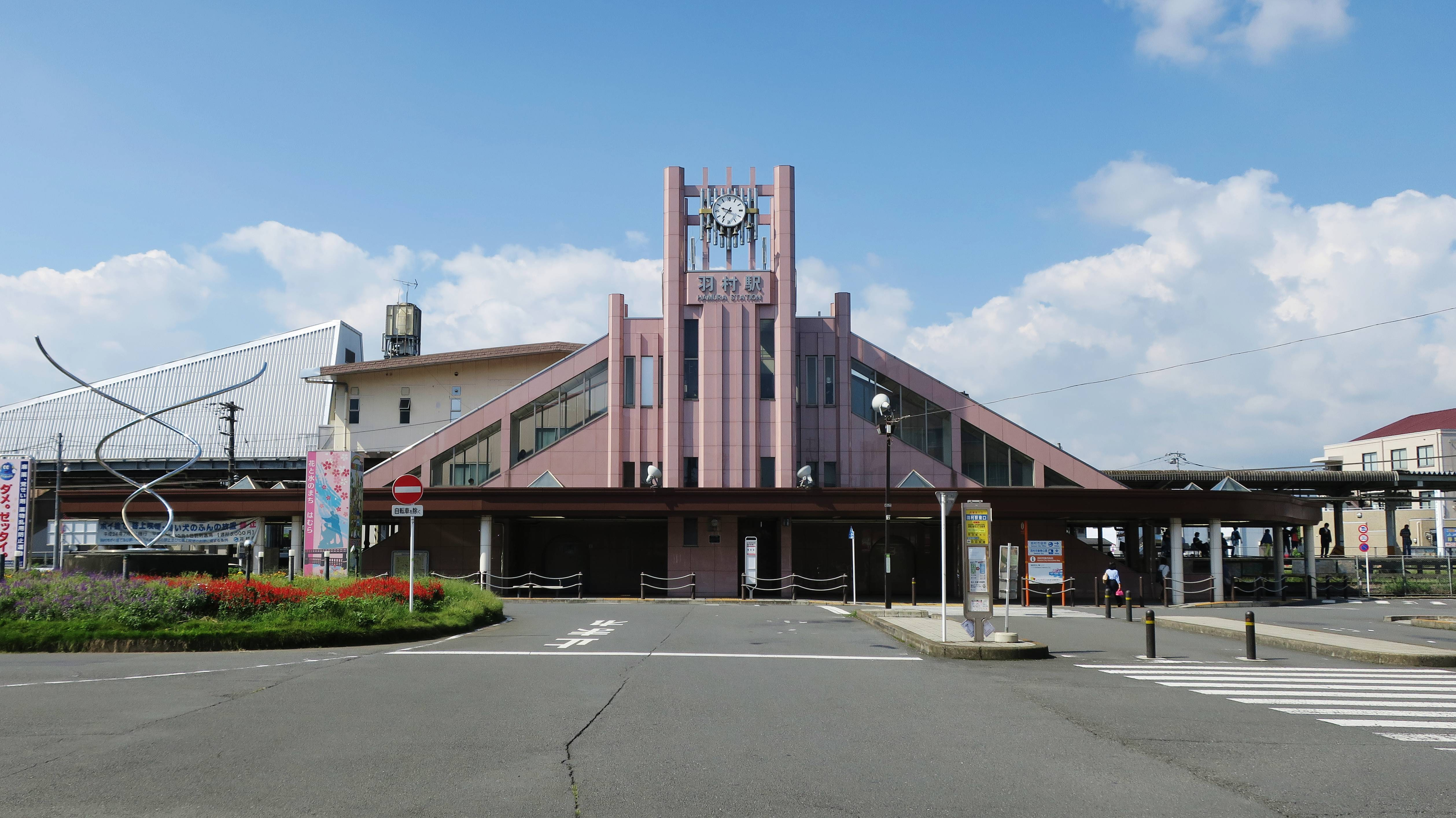
羽村駅東口ロータリー

- 東日本旅客鉄道（JR東日本）
  -  青梅線
    - 羽村駅（所在地は羽東であるが、施設の一部が入っている。）

### 道路
- 東京都道163号羽村瑞穂線
- 東京都道249号福生青梅線

## 事業所
2021年（令和3年）現在の経済センサス調査による事業所数と従業員数は以下の通りである。
| 大字・丁目   | 事業所数  | 従業員数 |
| ------------ | --------- | -------- |
| 五ノ神       | 23事業所  | 683人    |
| 五ノ神一丁目 | 85事業所  | 680人    |
| 五ノ神二丁目 | 44事業所  | 379人    |
| 五ノ神三丁目 | 22事業所  | 219人    |
| 五ノ神四丁目 | 117事業所 | 1,047人  |
| 計           | 291事業所 | 3,008人  |

### 事業者数の変遷
経済センサスによる事業所数の推移。
| 年                 | 事業者数 |
| ------------------ | -------- |
| 2016年（平成28年） | 319      |
| 2021年（令和3年）  | 291      |

### 従業員数の変遷
経済センサスによる従業員数の推移。
| 年                 | 従業員数 |
| ------------------ | -------- |
| 2016年（平成28年） | 2,590    |
| 2021年（令和3年）  | 3,008    |

## 施設
- 羽村市立富士見小学校
- 東京都立羽村特別支援学校（大字）
- 西友 羽村店[16]
- 羽村富士見郵便局[17]

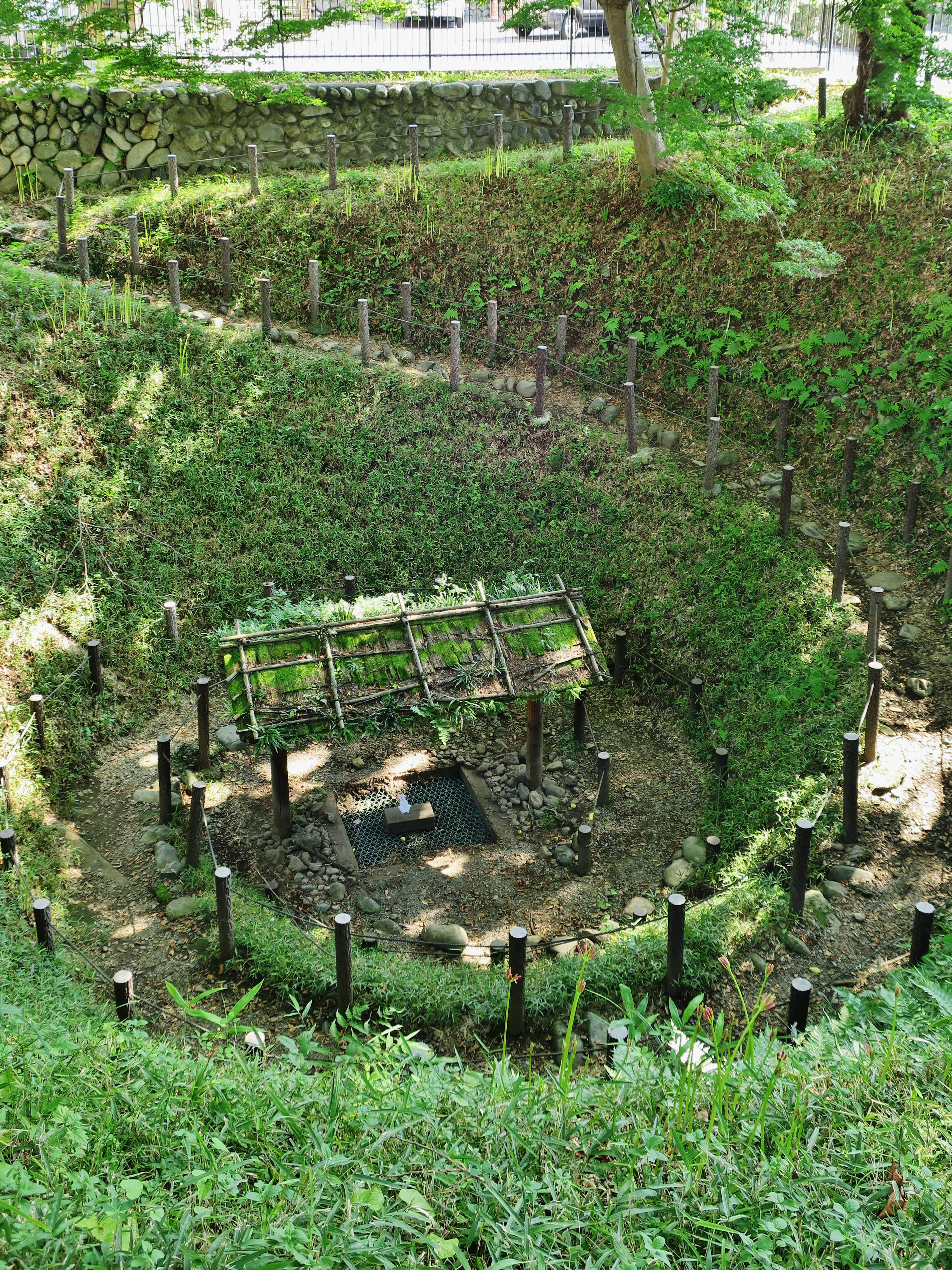
まいまいず井戸（五ノ神社境内）

- 五ノ神社（五ノ神1-1-6） - 五ノ神村の鎮守で、旧称は熊野社。本殿は一間社流造で、嘉永2年（1849年） - 文久2年（1862年）にかけて建築。羽村市指定有形文化財[18]。
- まいまいず井戸（五ノ神1-1、五ノ神社境内） - 東京都指定史跡[19]。

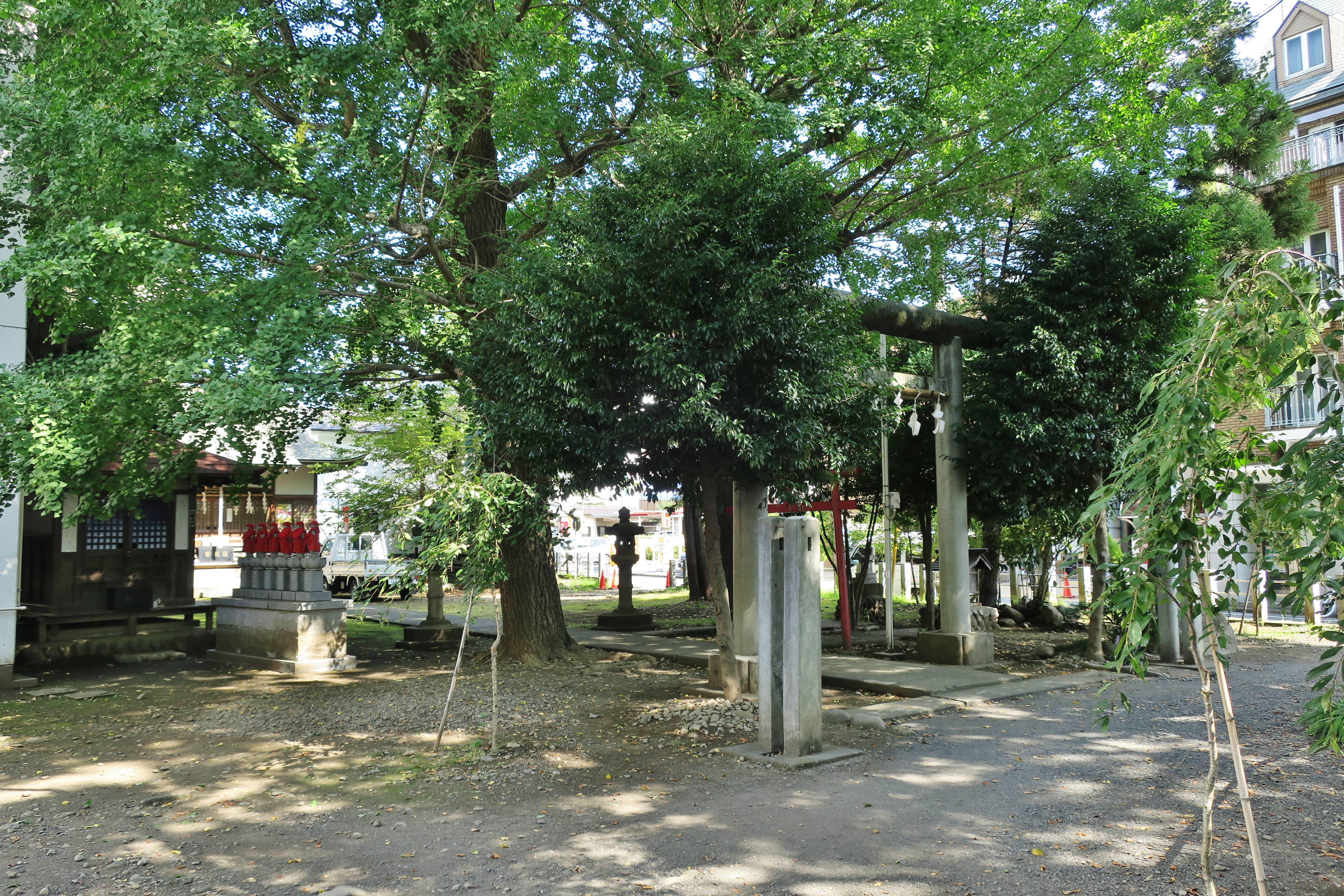
五ノ神社境内

## その他

### 日本郵便
- 郵便番号 : 205-0011[3]（集配局 : 羽村郵便局[20]）。